# تیفلوآدوم
تیفلوآدوم (انگلیسی: Tifluadom) یک مشتق بنزودیازپین با مشخصات فعالیت غیر معمول است. برخلاف بسیاری از بنزودیازپین ها، تیفلوآدوم هیچ فعالیتی در گیرنده گابا A ندارد، اما در عوض یک آگونیست انتخابی برای گیرنده κ-اپیوئیدی است. بر این اساس در حیوانات دارای اثرات ضد درد و ادرارآور و همچنین دارای اثرات آرامبخش و تحریک کننده اشتها می باشد.